# The Penitentes
The Penitentes is een Amerikaanse dramafilm uit 1915 onder regie van Jack Conway. De film is wellicht zoekgeraakt.

## Verhaal
In de 17e eeuw moorden indianen een heel dorp uit in Mexico. De slachtpartij wordt slechts overleefd door twee monniken en het kind Manuel. Daarna wordt op alle bezittingen beslag gelegd door de Penitenten, een katholieke sekte in de buurt. Jaren later merkt pastoor David, een plaatselijke religieuze leider, de intussen volwassen Manuel op tijdens een feest. Het hoofd van de Penitenten is bang dat zijn sekte zal worden ontmaskerd en daarom spoort hij zijn volgelingen aan om Manuel uit te kiezen als jaarlijks offer. Hij zal worden gekruisigd op Goede Vrijdag. Zijn vriendin Dolores en pastoor David trachten de ceremonie te stoppen met de hulp van de troepen van kolonel Banca.

## Rolverdeling
| Acteur            | Personage           |
| ----------------- | ------------------- |
| Orrin Johnson     | Manuel              |
| Seena Owen        | Dolores             |
| Paul Gilmore      | Kolonel Juan Banca  |
| Irene Hunt        | Carmelia            |
| Josephine Crowell | Moeder van Carmelia |
| F.A. Turner       | Pastoor Rossi       |
| Charles Clary     | Pastoor David       |
| Allan Sears       | Indiaan             |
| Dark Cloud        | Opperhoofd          |